# Чижапка
Чижа́пка (южноселькупск. Лал кы — язёвая река, Чаҗа́ӄӄа) — река в Томской области России, правый приток Васюгана.
Длина — 511 км, площадь бассейна — 13 800 км². Протекает по Васюганской равнине. Судоходна на 108 км от устья. Сплавная. Населённых пунктов на реке нет.

## Гидрология
Питание смешанное, с преобладанием снегового. Среднегодовой расход воды в 24 км от устья — 85,5 м³/с. Замерзает в конце октября — начале ноября, вскрывается в конце апреля — мае.

## Притоки
(расстояние от устья)
- 25 км: Салат (лв) (длина 216 км))
- ? км: Болотный (лв)
- 84 км: Варм-Шепыль-Муч (лв)
- 92 км: Чурулька (лв)
- ? км: Еремка (лв)
- ? км: Чунбуполь (пр)
- ? км: Чунбунель (пр)
- 123 км: Ощал (пр)
- 131 км: Теволга (лв)
- ? км: Неволга (лв)
- 170 км: Лозыльга (пр)
- ? км: Пёрная (лв)
- 184 км: Кулетка (лв)
- 201 км: Нижняя Ершага (пр)
- 204 км: Средняя Ершага (пр)
- 207 км: Екыльчак (лв) (длина 198 км)
- ? км: Верхняя Ершага (пр)
- ? км: Чуранва (пр)
- ? км: Большая Чижапка (пр)
- 235 км: Ачуга (лв)
- 254 км: Колга (лв)
- 263 км: Мунгалка (лв)
- 283 км: Пильга (пр)
- 300 км: Малый Неголток (лв)
- 317 км: Большой Неголток (лв)
- ? км: Кужега (пр)
- ? км: Кулгатка (лв)
- 341 км: Малая Пильга (пр)
- 350 км: Тамырсат (лв) (длина 96 км)
- ? км: Оленевка (лв)
- 388 км: Чагва (лв) (длина 110 км)
- ? км: Щучья (пр)
- 412 км: Соболевка (лв)
- 424 км: Герасимова (пр)
- 434 км: Хатчиха (пр)
- 444 км: Пасмондар (лв)
- 446 км: Нижняя Табога (пр)
- 449 км: Верхняя Табога (пр)
- 460 км: Тунжик (пр)
- ? км: Коленка (лв)
- 464 км: Арча (лв)
- 479 км: Томка (пр)

Система водного объекта: Васюган → Обь → Карское море.

## Данные водного реестра
По данным государственного водного реестра России относится к Верхнеобскому бассейновому округу, водохозяйственный участок реки — Васюган, речной подбассейн реки — Васюган. Речной бассейн реки — (Верхняя) Обь до впадения Иртыша.